# Pax (Unix)

pax (акроним для portable archive exchange, букв. «портируемый обмен архивов») — утилита архивирования, созданная POSIX и определенная в стандарте POSIX.1-2001. Команда вызова и её структура представляет собой объединение и унификацию tar и cpio.

## Особенности

### Режимы
pax имеет четыре основных режима, которые определяются комбинацией ключей -r («read» — чтение) -w («write» — запись).
Следующая таблица подытоживает основные режимы работы:
| Опция | Режим   | Описание                                                          |
| ----- | ------- | ----------------------------------------------------------------- |
|       | «list»  | выводит содержимое архива, не изменяя или извлекая чего-либо.     |
| -r    | «read»  | читает и извлекает содержимое архива                              |
| -w    | «write» | создаёт архив или дополняет его файлами                           |
| -rw   | «copy»  | читает и копирует файлы и структуру каталогов в указанный каталог |

Примеры:

Вывести содержимое архива:
```
pax < archive.tar
```

Извлечь содержимое архива в текущий каталог:
```
pax -r < archive.tar
```

Создать архив текущего каталога:

Когда используется в стиле cpio, то команда find может использоваться для получения списка файлов, подлежащих архивированию:
```
find . -depth -print | pax -wd > archive.tar
```

Копирование текущего каталога в другое место:

Целевой каталог должен быть создан заранее.
```
find . -depth -print | pax -rwd target_dir
```

### Команда вызова
pax может использоваться по аналогии, как cpio или tar.
Синтакс cpio получает список файлов со стандартного ввода (stdin), при архивировании или уже существующий архив, при выводе содержимого или извлечении файлов:
```
find . -depth -print | pax -wd > archive.tar
```

и
```
pax -r < archive.tar
```

соответственно.
Также возможен вызов этих команд аналогично tar:
```
pax -wf archive.tar .
```

и
```
pax -rf archive.tar
```

И для ясности и полноты:

Вывод списка файлов из архива:
```
pax -f archive.tar
```

и режим «копирования»:
```
pax -rw . archive_dir
```

Опция -f позволяет указать, с каким архивом производить работу, вместо записи в stdout или чтения stdin.
Применение опции -d вместе с find избавляет от прохождения деревьев каталогов pax, так как это будет сделано в find

### Сжатие
Большинство реализаций pax предоставляют опцию -z (gzip) и -j (bzip2) для сжатия. Эта возможность, однако, не предписывается стандартом. Pax не может дополнять сжатые архивы.
Пример для извлечения gzip-архива:
```
pax -rzf archive.tar.gz
```

В связи с возможностью использовать pax в стиле cpio имеется возможность применить какую-либо другую программу сжатия, например, xz:
```
pax -w . | xz > archive.tar.xz
```

и вывести содержимое xz-архива:
```
xzcat archive.tar.xz | pax
```

### Поддерживаемые форматы
На сентябрь 2009 версии pax, включаемые в большинство дистрибутивов Linux и BSD (pax), поддерживает следующие форматы, активируемые посредством опции -x:
- cpio — расширенный cpio-формат для обмена, указанный в стандарте IEEE Std 1003.2 («POSIX.2»).
- bcpio — старый cpio-формат.
- sv4cpio — System V release 4 cpio.
- sv4crc — System V release 4 cpio с использованием crc контрольной суммы.
- tar — старый BSD tar формат, появившийся в BSD4.3.
- ustar (default) — формат обмена tar, указанный в стандарте IEEE Std 1003.2 («POSIX.2»).

Важно, что формат pax сам по себе не поддерживается существующей версии pax. Некоторые реализации, например Heirloom pax, поддерживают перспективные форматы,, включая собственно сам pax-формат.

### Поддержка нескольких томов
pax поддерживает возможность создания многотомных архивов. Когда достигается конец тома, появляется следующее сообщение:
```
Внимание! pax требуется сменить том архива.
/dev/fd0 готов для тома: 2
Загрузите следующий элемент хранения (диск) если требуется
и убедитесь что разрешена запись. Введите "y" для продолжения,
"." для завершения pax, или "s" для переключения на новое устройство.
Если Вы не можете сменить элемент хранения (диск) введите "s"
Устройство готово и подключено? >

```

Когда производится восстановление из многотомного архива, pax запрашивает следующий элемент хранения аналогичным образом, когда конец элемент хранения достигнут до достижения конца архива.

## Стандартизация, принятие и популяризация
Несмотря на то, стандартизован в 2001 в IEEE, на 2010 pax пользуется сравнительно небольшой популярностью.
pax обязателен для присутствия во всех совместимых системах по Linux Standard Base, начиная с версии 3.0 (релиз от 6 Июля, 2005), но до сих пор мало дистрибутивов Linux предоставляют по умолчанию. Тем не менее, большинство дистрибутивов включают pax отдельным пакетом.
pax также присутствует в Windows NT, где он ограничен файловыми архивами (лента не поддерживается). Затем было перемещено в подсистему Interix. Создание и восстановление Win32 ACLs не поддерживается.
Пакеты, обрабатываемые установщиком OS X, нередко упакованы в файле Archive.pax.gz, который может быть прочитан с помощью утилиты pax.